# 尾形典男
尾形 典男（おがた のりお、1915年9月9日 - 1990年1月18日）は、日本の政治学者。専攻は政治学・政治思想史。立教大学名誉教授。第10代・11代立教大学総長。

## 来歴
千葉県生まれ。1937年第二高等学校 (旧制)卒業。1941年東京帝国大学法学部政治学科卒業。
1941年同法学部助手。同じ年に大日本帝国海軍に入隊。1943年海軍主計大尉。
1945年復員。東京帝国大学大学院特別研究生。1946年旧制第二高等学校講師。1947年北海道帝国大学法文学部助教授（担当・政治原論）。1950年北海道大学法経学部助教授。1952年同法学部教授（担当・政治思想史）。1954年北海道大学スラブ研究室専任研究員。1957年病気により北海道大学を辞職。共立女子大学文芸学部非常勤講師。
1958年立教大学の法学部創設のために招聘され、同法学部設置委員会を立ち上げ、尽力。明治大学政経学部非常勤講師。1959年立教大学法学部教授（担当・欧州政治思想史、政治原論）。1961年旧司法試験第二次試験考査委員。1967年立教大学法学部長・同法学研究科委員長。1968年学校法人立教学院常務理事。1975年に聖公会非信徒として初の立教大学総長就任。在任中は法学部の社会人入試を開始した。1982年立教大学総長辞任。立教大学名誉教授。1990年に逝去。同年2月3日に立教大学葬が営まれた。
この他、立教大学文学部、日本女子大学文学部、警察大学校などの非常勤講師も務めた。

## 著書

### 単著
- 『近代国家論第3部 近代国家と政治的自由』（弘文堂, 1952年）
- 『議会主義の政治理論』（岩波書店, 1987年）

### 訳書
- H・J・ラスキ『政治学入門』（新訂版, 東京創元社, 1957年）
- シェルドン S・ウォーリン『西欧政治思想史（全5巻）』（福村出版, 1975年-1983年／新装版, 1994年）